# Dzieciobójstwo

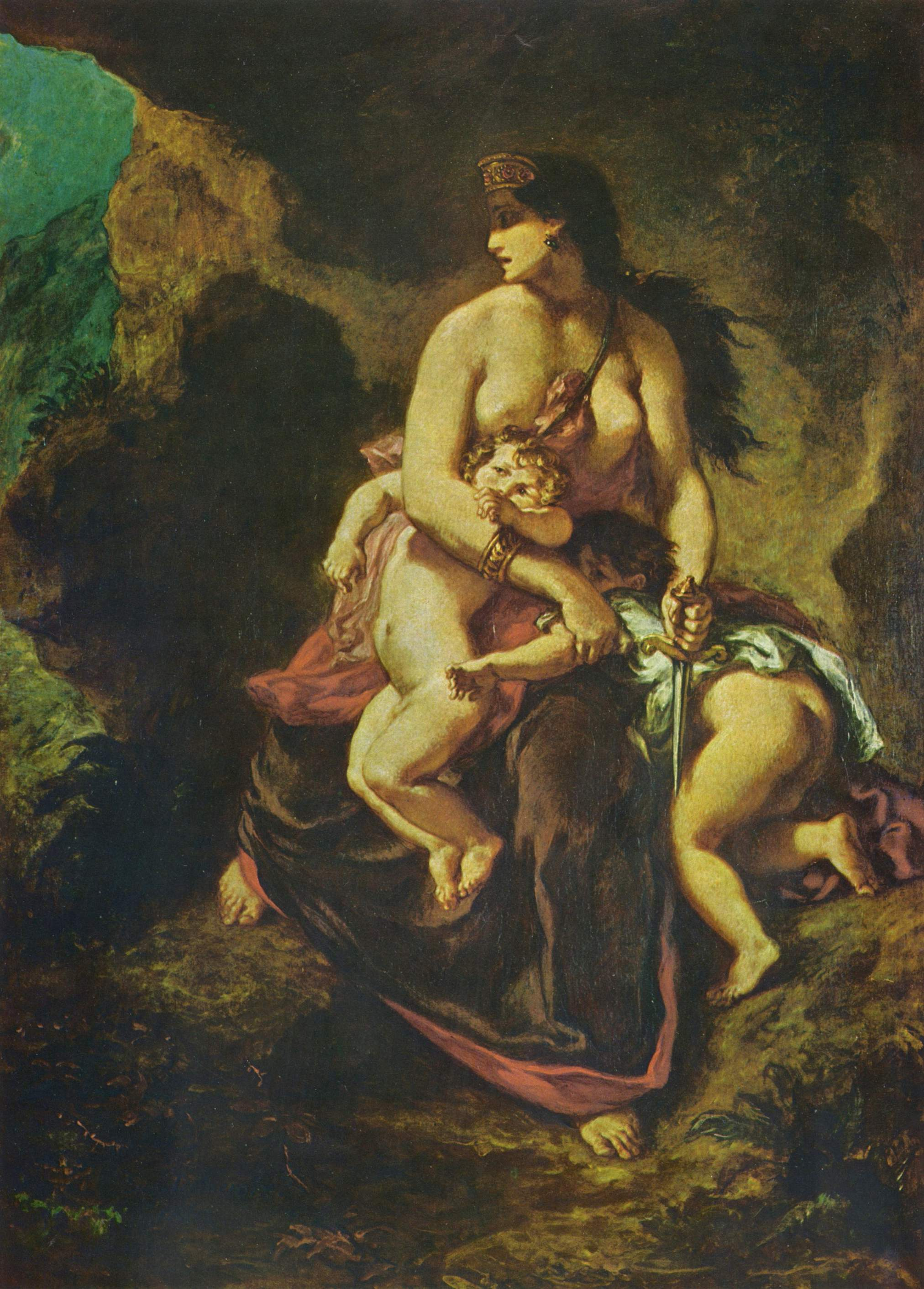
Medea zabijająca swoich synów, obraz autorstwa Eugène’a Ferdinanda Victora Delacroix (1862).

Dzieciobójstwo – uśmiercenia własnego dziecka przez matkę w czasie trwania porodu, a w szerszym, zoologicznym znaczeniu – zabicie młodych, które nie osiągnęły jeszcze dojrzałości pozwalającej na podjęcie samodzielnego życia. W wielu społeczeństwach dzieciobójstwo traktowane było jako dopuszczalna, kulturowa metoda kontroli populacji, przyjmująca często rytualne formy eliminowania dzieci niepełnosprawnych lub chorych, poświęcania dzieci bogom w ofierze. Współcześnie dzieciobójstwo jest traktowane jako przestępstwo polegające na zabiciu dziecka przez matkę. Dzieciobójstwo jest powszechnie spotykane wśród ludzi i zwierząt.
Wśród ludzi występuje forma selektywnego kulturowego dzieciobójstwa w zależności od płci noworodka, przy czym częściej dotyczy to dzieci płci żeńskiej.

## Przyczyny dzieciobójstwa

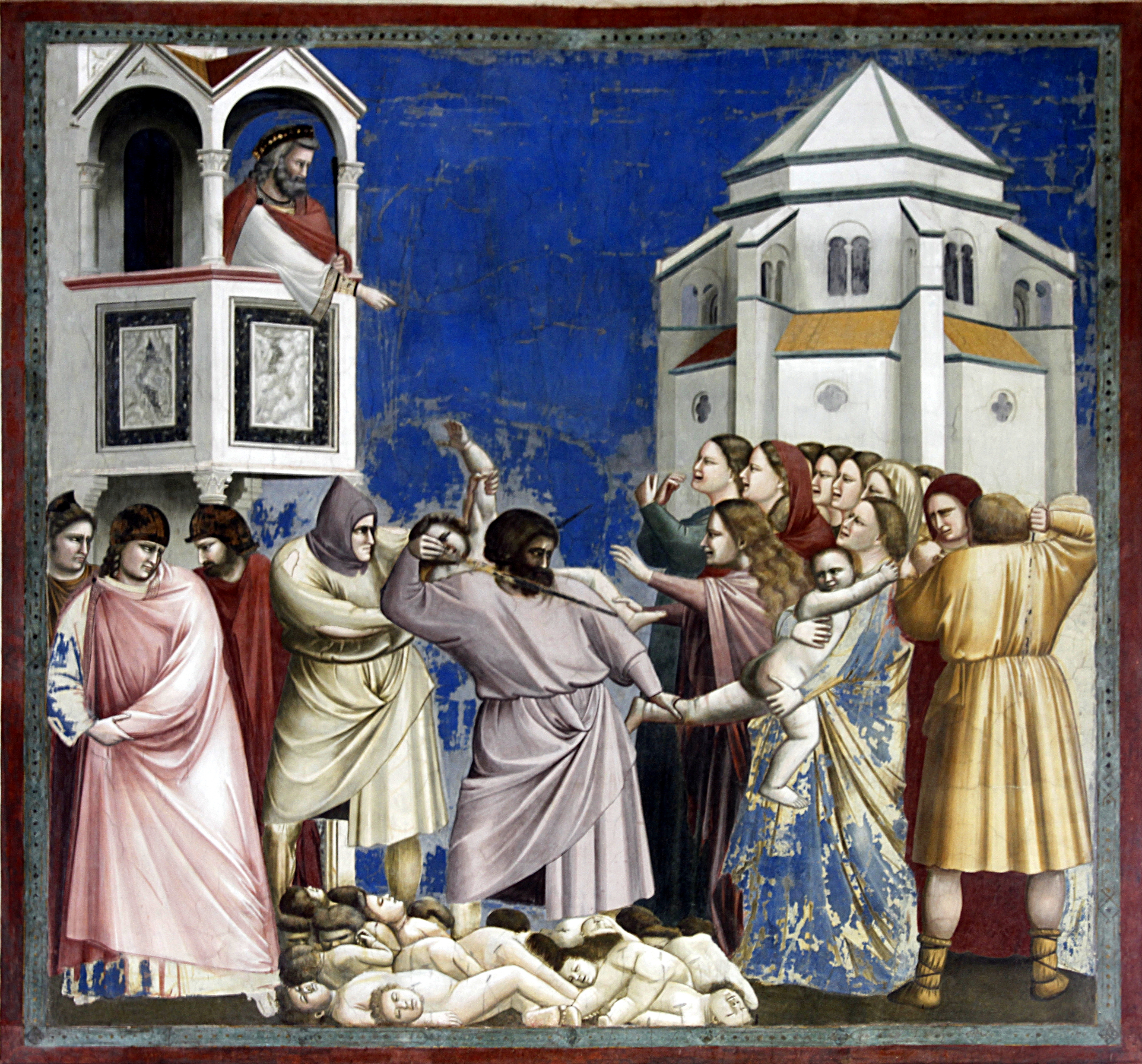
Rzeź niewiniątek

Do najczęściej wymienianych przyczyn dzieciobójstwa dokonanego przez któregoś z rodziców zalicza się:
- brak dostatecznie mocnej więzi między rodzicem a dzieckiem spowodowany najczęściej niedojrzałym instynktem opiekuńczym u zbyt młodych rodziców
- konflikt popędu macierzyńskiego i seksualnego
- nadmierny stres
- strategia rozrodcza samców przejmujących dominację nad stadem

## Dzieciobójstwo u ludzi

### W dawnych czasach
Od czasów prehistorycznych do starożytnych, a w niektórych regionach świata do średniowiecza dzieciobójstwo było powszechnie stosowaną praktyką eliminowania dzieci niepożądanych ze względów zdrowotnych, społecznych lub kulturowych. Odkrycia archeologiczne dowodzą, że na wszystkich kontynentach i w niemal wszystkich kulturach uśmiercano dzieci chore lub okaleczone, o niepożądanej w danej społeczności płci lub zagrażające stabilności hierarchii społecznej. W wielu kulturach ta praktyka przybrała formy rytualne.
Stosunek prawa i etyki do problemu dzieciobójstwa zmieniał się wraz z rozwojem cywilizacji. Na terenach Polski począwszy od XIII w. matki dokonujące tego czynu karane były główszczyzną, a od XVI w. karą śmierci.

### W polskim prawie karnym
Zabójstwo dziecka (rodzącego się lub noworodka) przez matkę w okresie porodu i pod wpływem jego przebiegu jest uznawane przez polskie prawo karne za przestępstwo typu uprzywilejowanego i jako występek podlega karze pozbawienia wolności od 3 miesięcy do lat 5. Ujęte jest w części szczególnej Kodeksu karnego w art. 149 „Matka, która zabija dziecko w okresie porodu pod wpływem jego przebiegu, podlega karze pozbawienia wolności od 3 miesięcy do lat 5.” Przestępstwo to ścigane jest z oskarżenia publicznego. Potocznie określa się je mianem dzieciobójstwa.
Dzieciobójstwo może być popełnione tylko w postaci sprawstwa samoistnego, tj. poprzez działanie samodzielne oraz współsprawstwa, tj. z czyjąś pomocą. Jednakże każdy, kto pomagał matce dziecka w jego uśmierceniu odpowiadał będzie, jak za zabójstwo człowieka określone w art. 148 Kodeksu karnego.
Sprawcą dzieciobójstwa zgodnie z doktryną może być jedynie matka dziecka - w prawie karnym określana jako podmiot czynny przestępstwa. Ofiarą z kolei może być jedynie dziecko rodzące się, albo nowo narodzone zdolne do życia po urodzeniu – w prawie karnym określane jako podmiot bierny. Przestępstwo to może być popełnione z zamiarem bezpośrednim, jak i ewentualnym. Przestępstwo zabójstwa noworodka zaliczane jest do przestępstw umyślnych, indywidualnych niewłaściwych. Umyślnych gdyż jest zaplanowane, albo w wyniku porodu i pod jego wpływem, albo we wcześniejszym czasie. Indywidualnych, ponieważ sprawcą jest podmiot indywidualny (ma określone w ustawie karnej właściwości, cechy - w tym przypadku mowa o matce dziecka). Niewłaściwych, ponieważ cechy sprawcy wpływają na to, czy typ przestępstwa jest kwalifikowany (wyższa karalność), czy uprzywilejowany (niższa karalność).
Czynnikiem, który pozwala zakwalifikować przestępstwo dzieciobójstwa do typu uprzywilejowanego jest stan psychiczny kobiety związany z porodem i odnosi się tylko do jej osoby. Przeżycie jakiego doznaje kobieta podczas porodu – w wyniku którego dochodzi do zabójstwa noworodka - stanowi tzw. zakłócenie czynności psychicznych. Stan ten usprawiedliwia łagodniejszą kwalifikację prawną czynu. Wymaga to jednak stwierdzenia specyficznego, odbiegającego od normy przebiegu porodu lub specyficznej, odbiegającej od normy wrażliwości kobiety na jego przebieg. Orzeczenia, czy stan taki rzeczywiście zaistniał dokonują biegli lekarze specjaliści z zakresu medycyny sądowej i położnictwa, a także psychiatrii i psychologii po przeprowadzeniu koniecznych w tym zakresie badań. Orzeczenie to przedstawiane jest w formie opinii psychiatrycznej – zleconej na wniosek prokuratora prowadzącego postępowanie przygotowawcze lub sędziego prowadzącego postępowanie sądowe.
Znamieniem przedmiotu ochrony przestępstwa z art. 149 Kodeksu karnego, jest życie dziecka od chwili rozpoczęcia porodu. W prawie karnym wyróżnia się dwa etapy ochrony życia ludzkiego:
- ochronę życia dziecka poczętego oraz
- ochronę życia człowieka narodzonego.

Moment rozpoczęcia porodu stanowi punkt rozdzielający te dwa etapy. Należy pamiętać, iż ochrona życia dziecka ma charakter fragmentaryczny pod względem czasowym i osobowym. Przed zachowaniem innych osób życie dziecka podlega ochronie w zakresie przewidzianym w przepisach określających przestępstwa przeciwko życiu.
Do znamion strony przedmiotowej omawianego przestępstwa należą:
- znamiona określające czynność sprawczą,
- przedmiot czynności wykonawczej,
- skutek[12].

Znamieniem określającym czynność sprawczą jest zachowanie się matki, które polega na zabijaniu, a zatem jest to zachowanie pozostające w związku zarówno przyczynowym, jak i normatywnym ze śmiercią dziecka. Przestępcze zachowanie się matki może przejawiać się jako działanie sprowadzające się na przykład do zatkania dróg oddechowych dziecka - po jego odłączeniu od ciała matki, bądź jako zaniechanie - na przykład niepodwiązanie pępowiny, wskutek którego nastąpi wykrwawienie się dziecka. Brak możliwości udzielenia dziecku pomocy ze strony matki, w tym także brak odpowiedniej wiedzy w tym zakresie, może prowadzić do niemożności przypisania matce, która nie udzieliła pomocy swojemu dziecku, skutku w postaci śmierci dziecka.
Dzieciobójstwo jest przestępstwem specyficznym zarówno z uwagi na jego indywidualny charakter, jak także ze względu na możliwość wyczerpania jego znamion tylko "własnoręcznie" przez matkę. Zdaniem przedstawiciela doktryny A. Zolla, matka nie może dopuścić się sprawstwa kierowniczego, to znaczy nie może ona kierować wykonaniem tego przestępstwa przez inną osobę, ponieważ taka osoba dopuści się przestępstwa, którym jest zabójstwo typu podstawowego określone w art. 148 Kodeksu karnego. Odnosi się to także do sprawstwa polecającego. Matka, znajdująca się pod wpływem porodu, nie może podżegać do zabicia jej dziecka. Przeciwne stanowisko przedstawia Sąd Najwyższy, zgodnie z którym do wyczerpania znamion przestępstwa z art. 149 Kodeksu karnego konieczne jest jego popełnienie przez matkę, w którejkolwiek postaci zjawiskowej, a zatem podżegania bądź pomocnictwa. Podżegacz, a także pomocnik popełniają inne przestępstwo pod względem typu czynu zabronionego niż sprawca. Podżegacz, nakłaniający matkę do zabicia dziecka lub osoba, która udziela matce do tego pomocy odpowiadać będzie z art. 18 § 2 lub 3 k.k. w zw. z art. 148 § 1 k.k. Prof. V. Konarska-Wrzosek czynność sprawczą przestępstwa z art. 149 k.k. określa jako czyn polegający na umyślnym spowodowaniu śmierci noworodka przez jego matkę. Pomiędzy zachowaniem się matki, a śmiercią jej dziecka musi wystąpić związek przyczynowo skutkowy. Jak podkreśla wyżej wspomniana przedstawicielka doktryny, znamię „okres porodu” nie jest tożsame z czasem porodu w znaczeniu położniczym. Znamię okresu porodu obejmuje nie tylko czas porodu, rozpoczynający się od bóli porodowych i kończący się urodzeniem dziecka, ale także czas bezpośrednio po porodzie, w którym kobieta odzyskuje równowagę psychiczną, co z reguły odbywa się w ciągu dalszych dwudziestu kilku godzin. W związku z tym ustalenie końca porodu przysparza wiele trudności. Oceniając, czy poród zakończył się należy brać pod uwagę okoliczności towarzyszące konkretnemu porodowi.
Znamieniem współistniejącym z okresem porodu jest wpływ jego przebiegu na matkę. Zazwyczaj przyczyny dzieciobójstwa są skomplikowane, a ponadto z reguły występuje wiele powiązanych ze sobą czynników, których skutkiem jest zabicie dziecka przez matkę. Treść przepisu wpływa na dokonanie oceny, czy zamiar zabójstwa powstał w związku z silnym przeżyciem emocjonalnym wywołanym przebiegiem porodu. Postuluje się także, aby opierać się nie tylko na obiektywnej ocenie przebiegu porodu, ale też uwzględniać subiektywne doznania związane z jego przebiegiem. Aby przyjąć kwalifikację prawną z art. 149 Kodeksu karnego należy sprawdzić, czy w określonym przypadku zostały wyczerpane opisane powyżej znamiona. Zabicie dziecka przez matkę musi zatem nastąpić „w okresie porodu” oraz „pod wpływem jego przebiegu”. W sytuacji, gdy zabraknie któregokolwiek z tych znamion, należy rozważyć odpowiedzialność za zabójstwo w typie podstawowym lub kwalifikowanym. Jak zostało wspomniane na wstępie, do znamienia strony przedmiotowej należy m.in. przedmiot czynności wykonawczej, którym w przypadku dzieciobójstwa jest dziecko znajdujące się w okresie porodu.
Dzieciobójstwa nie należy mylić z przerwaniem ciąży, tj. aborcją. Przerwanie ciąży własnej przez kobietę ciężarną jest zachowaniem niepenalizowanym, czyli nie podlega odpowiedzialności karnej. Aby rozgraniczyć dzieciobójstwo oraz niepenalizowany czyn polegający na przerwaniu własnej ciąży przez kobietę, należy precyzyjnie ustalić przedział czasowy. Przerwanie ciąży może nastąpić od jej powstania, to jest od zapłodnionej komórki jajowej do końcowego momentu trwania ciąży, którym jest rozpoczęcie porodu.
Poczytalność rozpatrywana w świetle art. 31 Kodeksu karnego jest zagadnieniem odrębnym i niezależnym od pojęcia „wpływu przebiegu porodu”. Pojęcie to odnosi się do zespołu czynników psychofizycznych i społecznych, związanych ściśle z aktem porodu, a także sytuacją życiową matki, które wpływają w konkretnej sytuacji na decyzję matki o zabiciu własnego dziecka. Matka jako sprawczyni dzieciobójstwa dotknięta jest zakłóceniami, powodującym u niej ograniczoną możliwość rozeznania znaczenia czynu bądź kierowania swoim postępowaniem. Przy czym nie chodzi o niepoczytalność w rozumieniu art. 31 Kodeksu karnego, gdyż jej stan psychiczny nie jest podyktowany żadną z przyczyn wymienionych w art. 31 k.k., lecz przyczyną wywołaną porodem, występującą w czasie jego trwania. Przy kwalifikacji czynu jako dzieciobójstwa, można zastosować również przepisy o niepoczytalności oraz poczytalności ograniczonej, jeżeli tylko zaistnieją przesłanki zawarte w art. 31 § 1 i 2 k.k.

## Dzieciobójstwo u zwierząt
Zjawisko zabijania młodych obserwowane jest u wielu gatunków zwierząt – od owadów, ryb i płazów po ptaki i ssaki. Młode są zabijane zarówno przez samce, jak i samice. Częściej obserwowane jest u zwierząt przetrzymywanych w niewoli, co tłumaczyć może zagęszczenie populacji na małym obszarze oraz stres spowodowany nienaturalnymi dla zwierzęcia warunkami środowiskowymi.
Celowe zabijanie młodych wśród zwierząt obserwowane jest m.in. u ssaków drapieżnych (Carnivora) i naczelnych (Primates) oraz u ptaków i ryb. Dokonywane jest przez samca, który przejął dominację w grupie, w której znajdowali się potomkowie poprzednio dominującego samca. U ssaków samica znajdująca się w okresie laktacji nie przystępuje do rozrodu z nowym partnerem. Uśmiercenie jej młodych doprowadza do ustania laktacji i skrócenia czasu potrzebnego samicy do uzyskania gotowości, by przystąpić do kolejnego rozrodu, tym razem z nowym dominującym samcem.